# Џон Кју
Џон Кју (енгл. John Q) је филмска драма из 2002. који је режирао Ник Касаветес а у главним улогама су: Дензел Вошингтон, Роберт Дувал, Џејмс Вудс и Ен Хејч.

## Радња
Радња филма се одвија у Чикагу. Џон Кју је обичан Американац, обичан вредан радник. Он је одан муж и отац пун љубави. Драматични догађаји почињу када његовом сину постављају страшну дијагнозу: дечаку је хитно потребна операција трансплантације срца. Џон и његова породица не могу да приуште скупу операцију, која се креће у стотинама хиљада долара. Пошто здравствено осигурање не покрива такве операције, Мајкл није стављен на листу чекања за донорско срце.
Доведен до очаја, отац одлучује да предузме екстремни корак: узима болничке раднике за таоце. Услов је једноставан: да оперише сина. Чак је спреман да се убије и свом сину да срце.

## Улоге
| Глумац           | Улога                  |
| ---------------- | ---------------------- |
| Дензел Вошингтон | Џон Квинси Арчибалд    |
| Кимберли Елис    | Дениз Арчибалд         |
| Данијел Е. Смит  | Мајкл Арчибалд         |
| Џејмс Вудс       | др Ричард Тернер       |
| Ен Хејч          | Ребека Пејн            |
| Роберт Дувал     | поручник Френк Гримс   |
| Реј Лиота        | шеф полиције Гас Монро |
| Еди Грифин       | Лестер Метјуз          |
| Шон Хетоси       | Мич Квигли             |
| Дејвид Торнтон   | Џими Палумбо           |
| Лора Херинг      | Ђина Палумбо           |
| Итан Супли       | чувар Мекс Конлин      |
| Кевин Коноли     | Стив Магвајер          |
| Лариса Ласкин    | др Елен Клајн          |

## Зарада
- Зарада у САД - 71.756.802 $
- Зарада у иностранству - 30.487.968 $
- Зарада у свету - 102.244.770 $